# آزوهيدروموناس العريضة
آزوهيدروموناس العريضة (الاسم العلمي: Azohydromonas lata) هي نوع من البكتيريا، سلبية الغرام، تتبع جنس الآزوهيدروموناس.